# Nagrada Tar-Vabriga
Nagrada Tar-Vabriga, hrvatsko automobilističko natjecanje. Održava se jednom godišnje. Prvo je održano 2005. godine. Organiziraju ju AK Poreč Motorsport i Skok Racing. Tradicijski se održava tarskom motodromu. Uspješni vozači na ovoj utrci bili su Dejan Kopajtić (AK Rijeka), Igor Puž (AK Opatija Motorsport), Donald Milokanović (AK Skok Racing), Vjekoslav Čičko (AK Buzet Autosport) i dr.